# Nototherium
Il nototerio (Nototherium mitcheli) è un genere di marsupiali estinti appartenenti alla famiglia Diprotodontidae vissuti in Australia nel Pliocene e nel Pleistocene. Erano imparentati con i più grandi Diprotodon, gli odierni Vombatiformi sono però i loro parenti più stretti.
Erano animali di grandi dimensioni, (dai 39 ai 45 km/h) predati però da Varanus priscus e Thylacoleo carnifex.